# Childersburg
Childersburg è un comune degli Stati Uniti d'America situato nelle contee di Talladega, Shelby dello Stato dell'Alabama.